# Inlaag
Een inlaag of inlaagpolder ontstond als in verband met het risico van wegzakken van een dijk - de dijkval - een inlaagdijk als reservewaterkering werd aangelegd. Deze inlaagdijk werd achter de zeedijk, in het binnenland gelegd. Mocht de zeedijk inderdaad doorbreken, dan werd de inlaag opgegeven en fungeerde de inlaagdijk voortaan als de nieuwe zeedijk. Eventuele dorpen in de inlaag werden door het water onbewoonbaar.

## Kenmerken

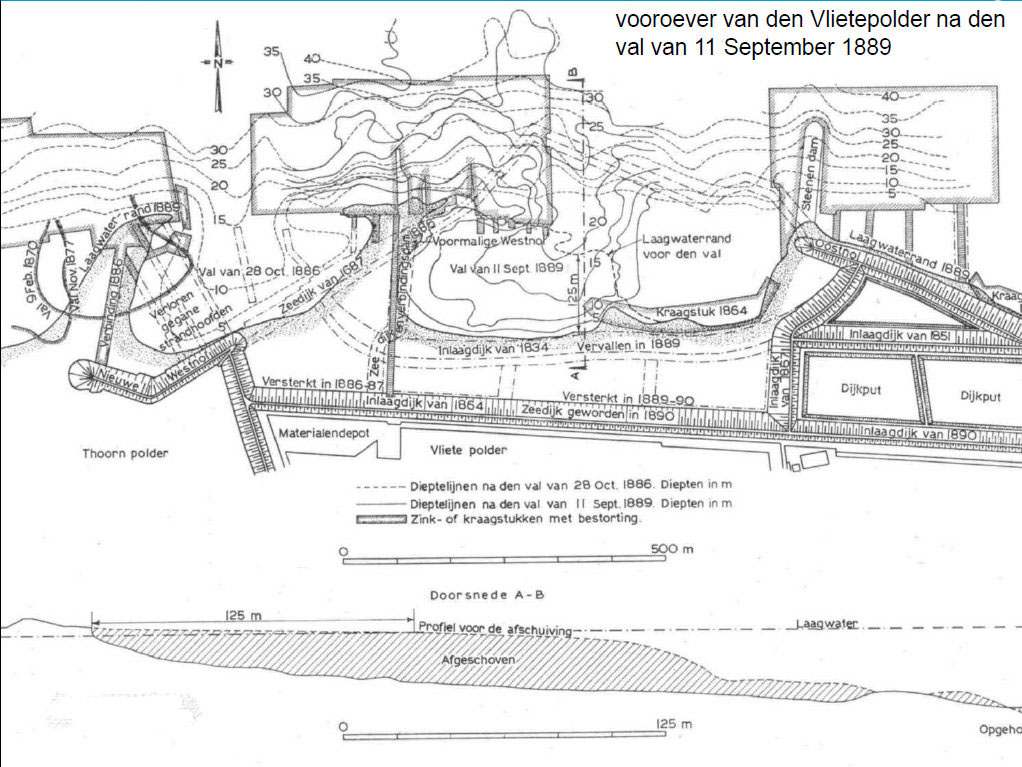
inlaagdijken bij Vlietepolder

Het gebied tussen een door dijkval bedreigde dijk en een inlaagdijk wordt inlaag genoemd. Doordat de voor de nieuwe dijk benodigde grond doorgaans uit de inlaag werd gehaald ligt het maaiveld laag en is de invloed van zout kwelwater groot. Deze inlagen met karrevelden zijn vaak drassig en ongeschikt voor landbouw en veeteelt. Daardoor bleven ze ook in het verleden vaak braak liggen. Sommige inlagen werden gebruikt als boezem voor het lozen van water uit de aanliggende polder. Andere waren in gebruik als hooiland. Door aanleg van vele greppeltjes werd dan de afwatering geregeld. In de twintigste eeuw kwamen ook deze hooilanden braak te liggen en kreeg de natuur vrij spel. Bij Vlietepolder in de Nederlandse provincie Zeeland is een voorbeeld van dit soort inlagen.

### Vietnam

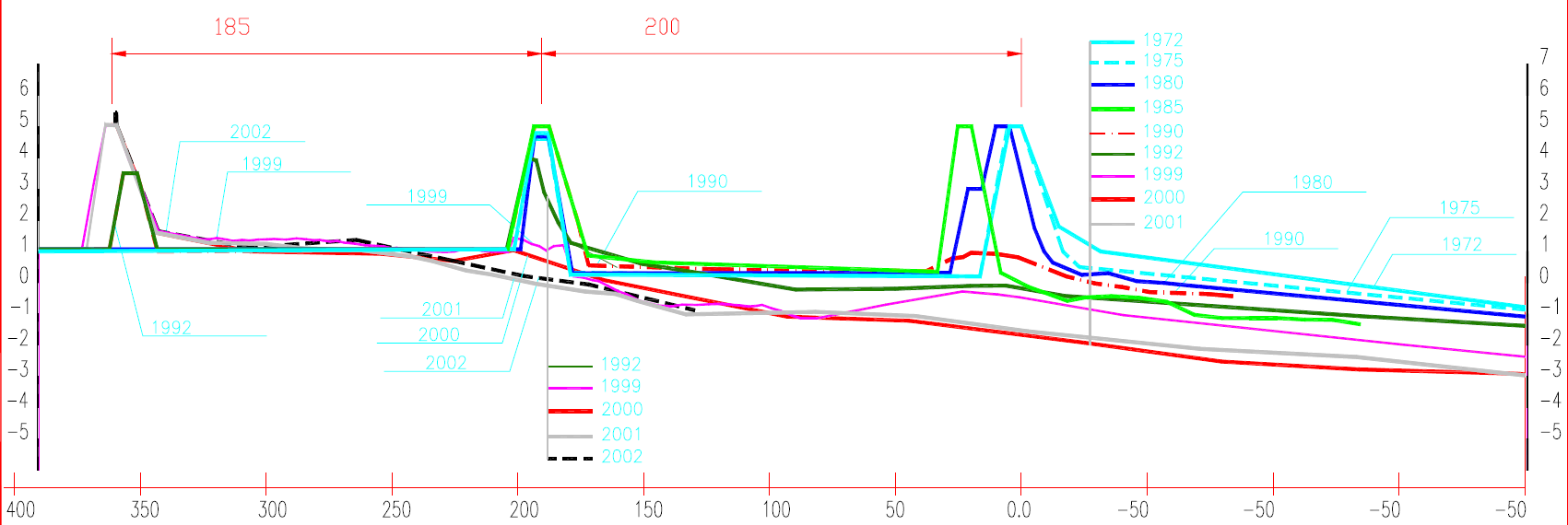
Dwarsdoorsnede bij de kust van Hai Trieu in de provincie Nam Dinh, Vietnam Hoogte en afstand in meters, profielen van de jaren 1972-2002

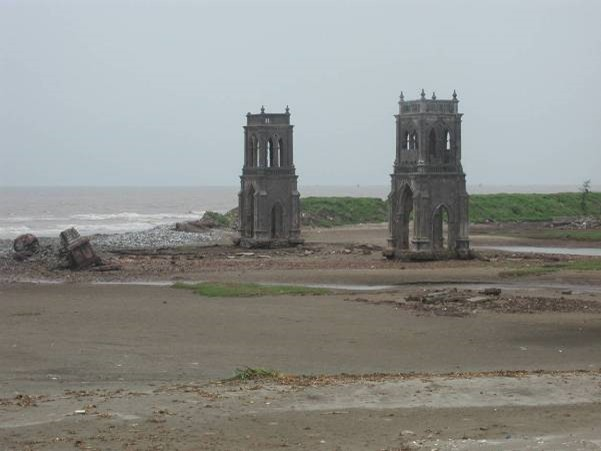
Twee door de erosie beschadigde kerken bij Hai Trieu in Vietnam

In Nederland was meestal het risico op een dijkval de reden om een inlaagdijk aan te leggen. Elders kon dit ook een andere reden zijn. In Vietnam, net ten zuiden van de monding van de Rode Rivier ligt een eroderend kustgebied. Dit kustgebied kent een hele flauwe bodemhelling waar de kustlijn heel langzaam landinwaarts beweegt; waterwerken om de kust op zijn plaats te houden zouden hier kostbaar zijn. Daarom is men al rond 1920 begonnen met het aanbrengen van inlaagdijken.

## Tandemdijk
Het aanleggen van een dijkversterking is altijd goedkoper dan het maken van een (nieuwe) inlaag. Dus om dijken die qua veiligheid niet voldoen te verbeteren is een inlaag eigenlijk geen oplossing. Toch wordt dit soms gesuggereerd om de kosten (en andere bezwaren) van een normale dijkverhoging te verminderen. In die gevallen als er al een tweede dijk aanwezig is (een oude inlaagdijk of een nog bestaande slaperdijk) kan het aantrekkelijk zijn om die aanwezige dijk in rekening te brengen bij de veiligheidheidsbeschouwingen. Vaak is dan alleen een aanpassing van de legger noodzakelijk. Het idee zelf is al uitgewerkt in een publicatie van 1983. Na invoering van de overstromingsrisico benadering kon de meerwaarde van zo'n extra dijk goed meegenomen worden; het blijkt echter alleen zinvol als dit kan door het upgraden van een al aanwezige slaperdijk.

## Natuurwaarden

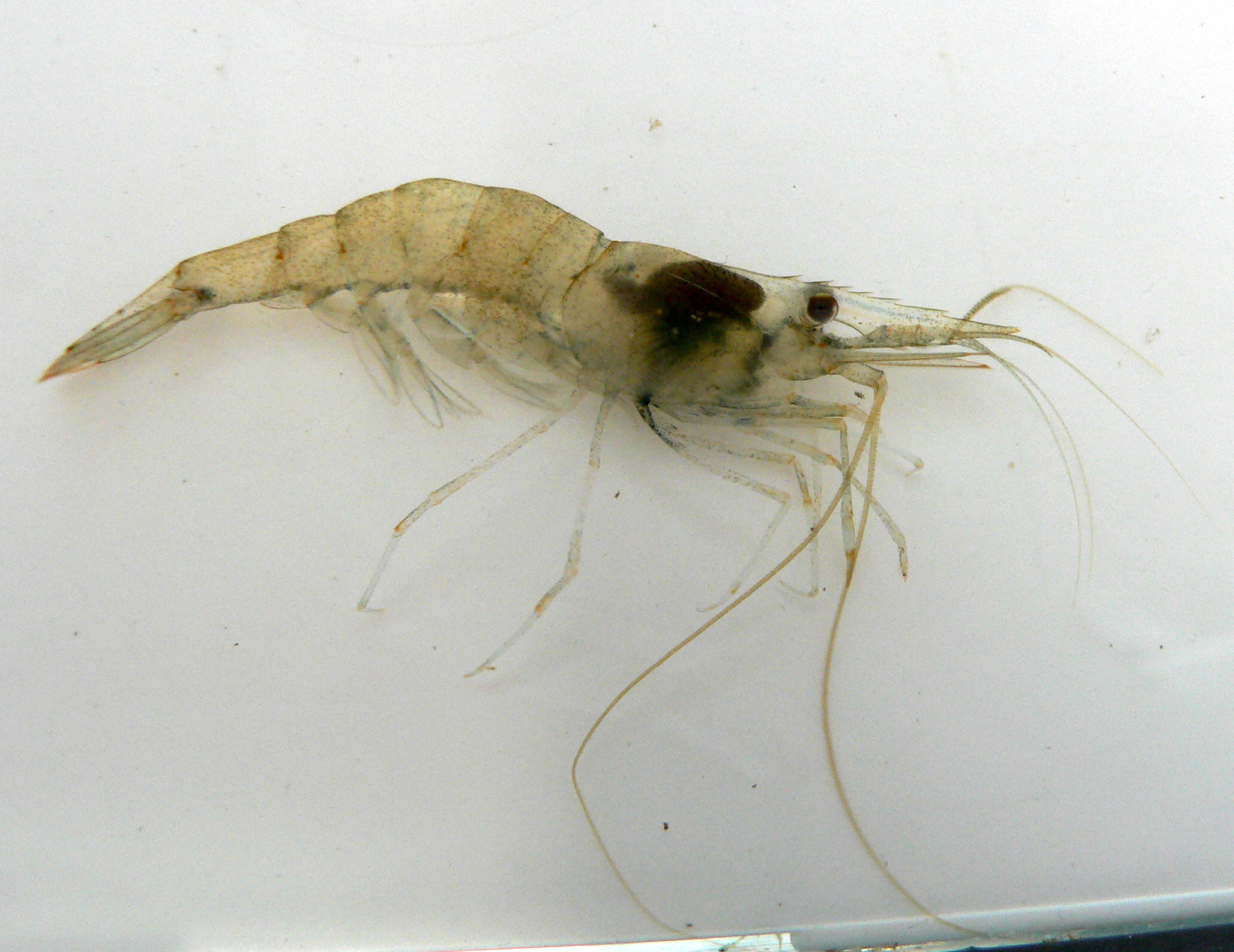
Brakwater(steur)garnaal Palaemonetes varians

Tegenwoordig zijn inlagen vooral natuurgebied. Ze worden door veel weide- moeras- en zeevogels benut voor zowel voedsel- als broedgebied. Het zijn ook ideale hoogwatervluchtplaatsen voor vogels die bij eb voedsel zoeken.
In het brakke tot zoute milieu komt een aantal bijzondere planten voor. Planten zoals ruppia's die om kunnen gaan met sterke schommelingen van het zoutgehalte. Ook schedefonteinkruid en gesteelde zannichellia kan men er aantreffen. Indien het zoutgehalte minder hoog is kan ook hoornblad en zilte worden waargenomen.
Veel voorkomende dieren zijn de brakwaterkokkel, slijkgarnaal, de brakwatergarnaal, de veelkleurige duizendpoot, en de vlokreeftjes Gammarus duebeni en Gammarus zaddachi.
Als broedvogels worden onder meer waargenomen de visdief, de noordse stern, de bergeend, de slobeend, de wintertaling en de kuifeend.